# Tower-Raben

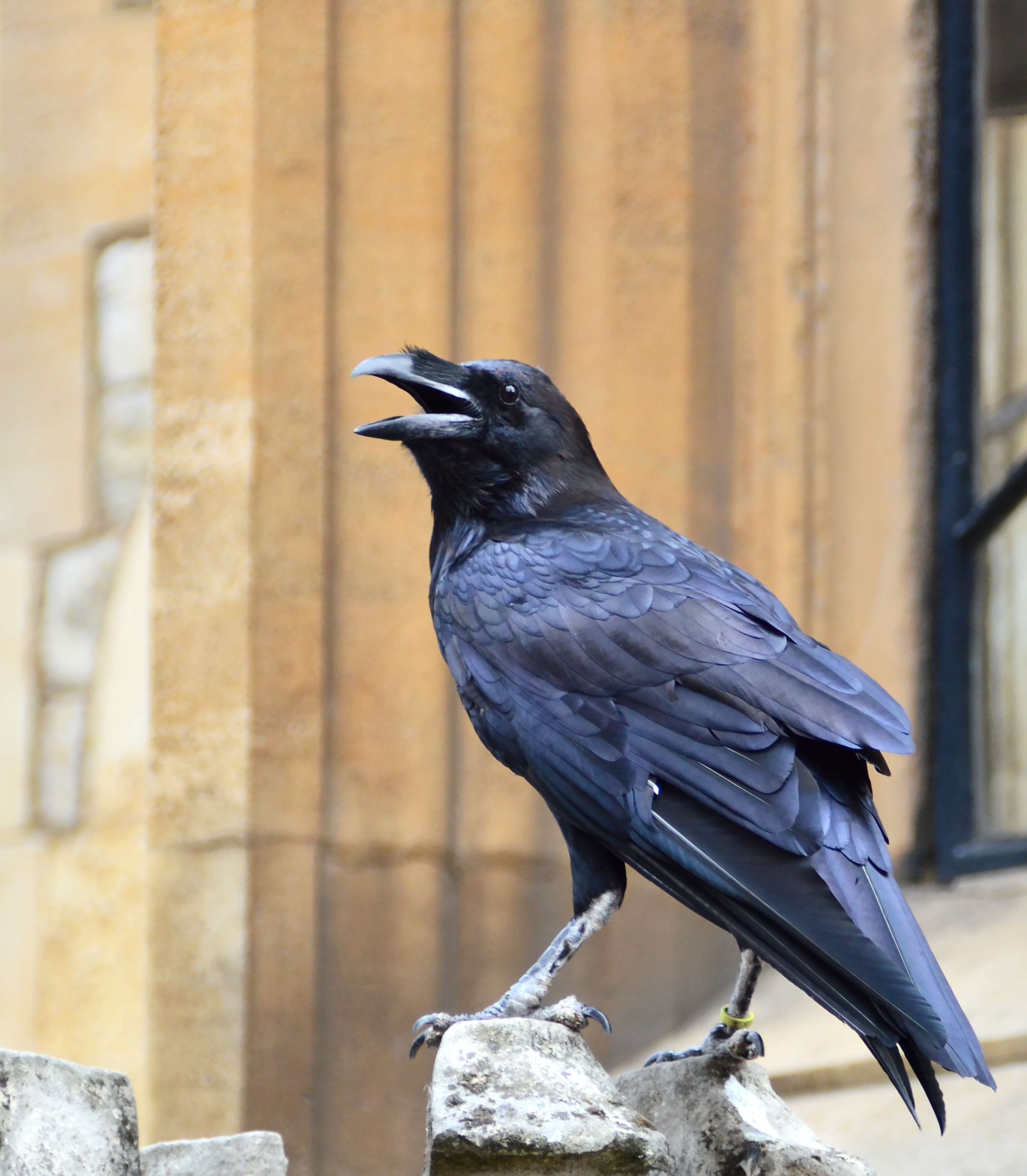
Tower-Rabe, es ist deutlich eine gestutzte Flügelfeder zu erkennen.

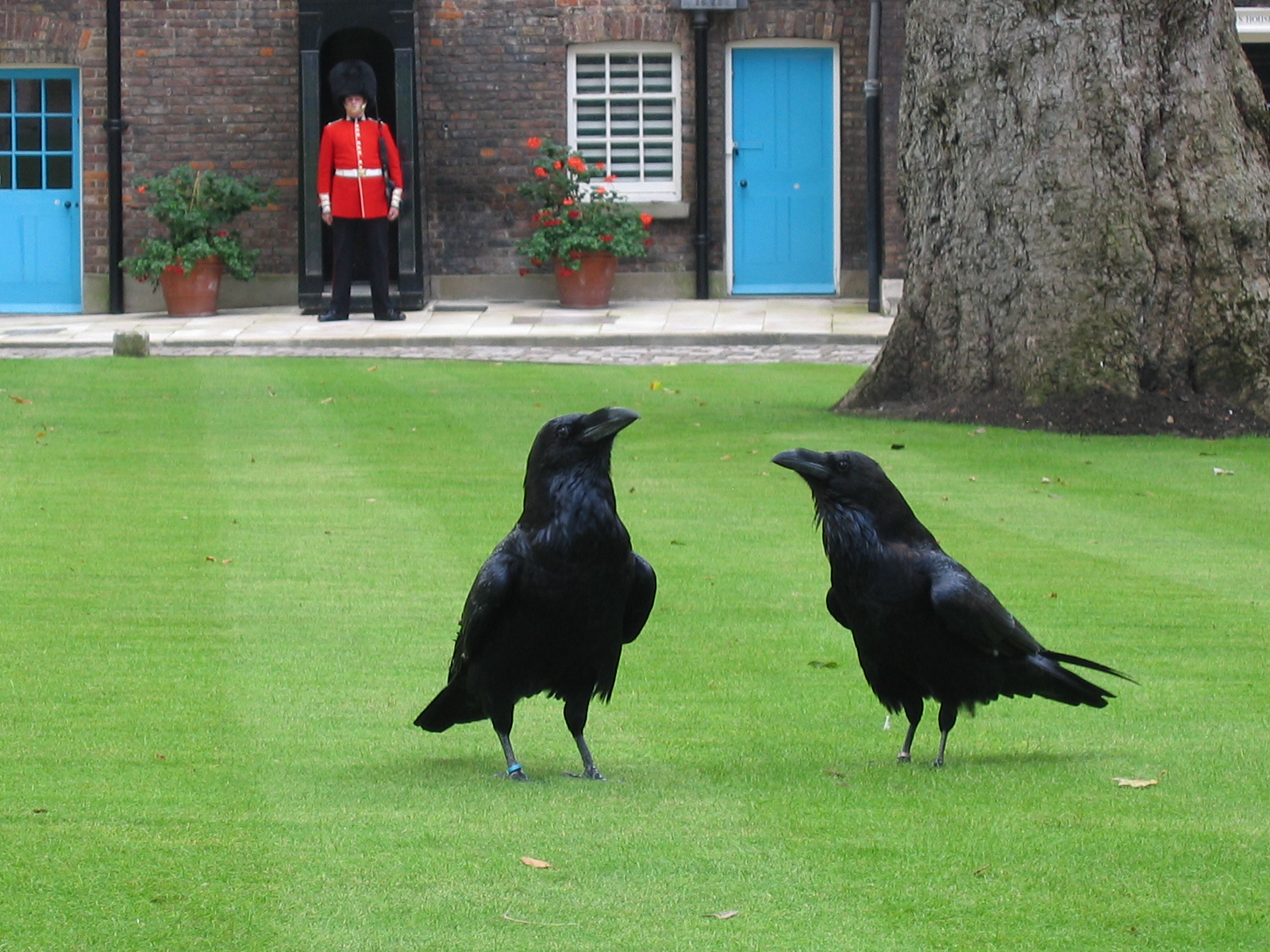
Tower-Raben

Bei den Tower-Raben handelt es sich um mindestens sechs Kolkraben, die im Tower of London gehalten werden.

## Geschichte

### Ursprünge
Die ersten schriftlichen Belege für Raben im Tower lassen sich erst gegen Ende des 19. Jahrhunderts finden. Über die Jahre bildeten sich zahlreiche Legenden, die als erfundene Tradition den Raben eine Tradition über viele Jahrhunderte andichteten.
Das erste Bild eines Raben im Tower stammt aus dem Jahr 1883. In einer The Pictorial World on the Tower of London betitelten Broschüre, die eine Zeichnung der Kapelle im Tower zeigt, ist als dekoratives Element ein Rabe abgebildet, auf den im Begleittext aber nicht weiter eingegangen wird. Die erste gesicherte schriftliche Erwähnung der Raben stammt aus dem Jahr 1895, wo sie in der Oktoberausgabe der Zeitschrift der Royal Society for the Prevention of Cruelty to Animals erwähnt werden. Es werden zwei Raben erwähnt, einer davon mit dem Namen Jenny, die eine Hauskatze belästigt hätten. Warum die Raben in den Tower kamen, ob als Haustiere einiger Bewohner oder als dramatischer Effekt der Tourismusindustrie, lässt sich im Nachhinein nicht mehr belegen. An einem Ort wie dem Tower, der als Gefängnis und Ort der Folter und Hinrichtung bekannt ist, wurden die Raben jedoch schnell als Symbol für den düsteren Charakter des Ortes aufgefasst.
Im Buch Birds of London von 1898 erwähnt W. H. Hudson, dass Raben seit vielen Jahren im Tower gehalten werden, was ungewöhnlich sei, da wilde Raben schon lange in London ausgestorben seien. Hudsons Schilderungen beruhen nach seinen Angaben jedoch auf Vermutungen und lassen sich durch andere Quellen nicht bestätigen.
Bereits das dritte Bild eines Raben, von H. E. Tidmarsh, zeigt einen Raben nahe der Gedenkstelle für die Hingerichteten auf dem Tower Green. Es greift damit eine jahrhundertealte Tradition auf, die Raben in Verbindung zu Hinrichtungen bringt. Das Bild war erfolgreich genug, um als Postkarte und einige Jahre später in Cassel’s Magazine reproduziert zu werden.
Die erste ausführliche Beschreibung der Raben stammt vom japanischen Autor Natsume Sōseki aus seinem Roman London Tower (1905, 倫敦塔, Rondon-tō). Sōseki hatte den Tower im Jahr 1900 besucht. Neben seiner Tätigkeit als Schriftsteller war Sōseki zur Jahrhundertwende einer der führenden Experten für englische Literatur und Kultur in Japan. In seinem Roman stellt er die Raben, die Prinzen im Tower und die Hinrichtungen im Tower in einen engen Zusammenhang, bei dem die Raben die Hinrichtungen symbolisieren. Für Sōseki verwandeln sich die Hingerichteten in die Raben.

### Zweiter Weltkrieg und Legendenbildung
Während des Zweiten Weltkriegs wurde das Verhalten der Raben beobachtet, weil sie möglicherweise Hinweise auf sich nähernde Flugzeuge gaben. In dieser Zeit starben viele Raben im Tower entweder aus Stress oder durch Bomben. Überlebt hat das Rabenpaar Gripp und Mabel sowie die Rabin Pauline. Allerdings verschwanden Mabel und Gripp kurz darauf. Daraufhin ordnete der damalige Premierminister Winston Churchill an, die fehlenden Raben zu ersetzen.
Der Legende nach befahl Karl II. die Tötung der Tiere, als sein Astronom John Flamsteed (1646–1719) ihren Kot auf seinem Teleskop entdeckte. Als ihm dann allerdings eine Legende erzählt wurde, die besagt, dass der White Tower, die Monarchie und das gesamte Königreich zugrunde gehen würden, falls die Raben jemals den Tower verließen, ließ er sich davon abbringen. Die Legende lässt sich schriftlich erstmals im Jahr 1944 nachweisen.

### 21. Jahrhundert

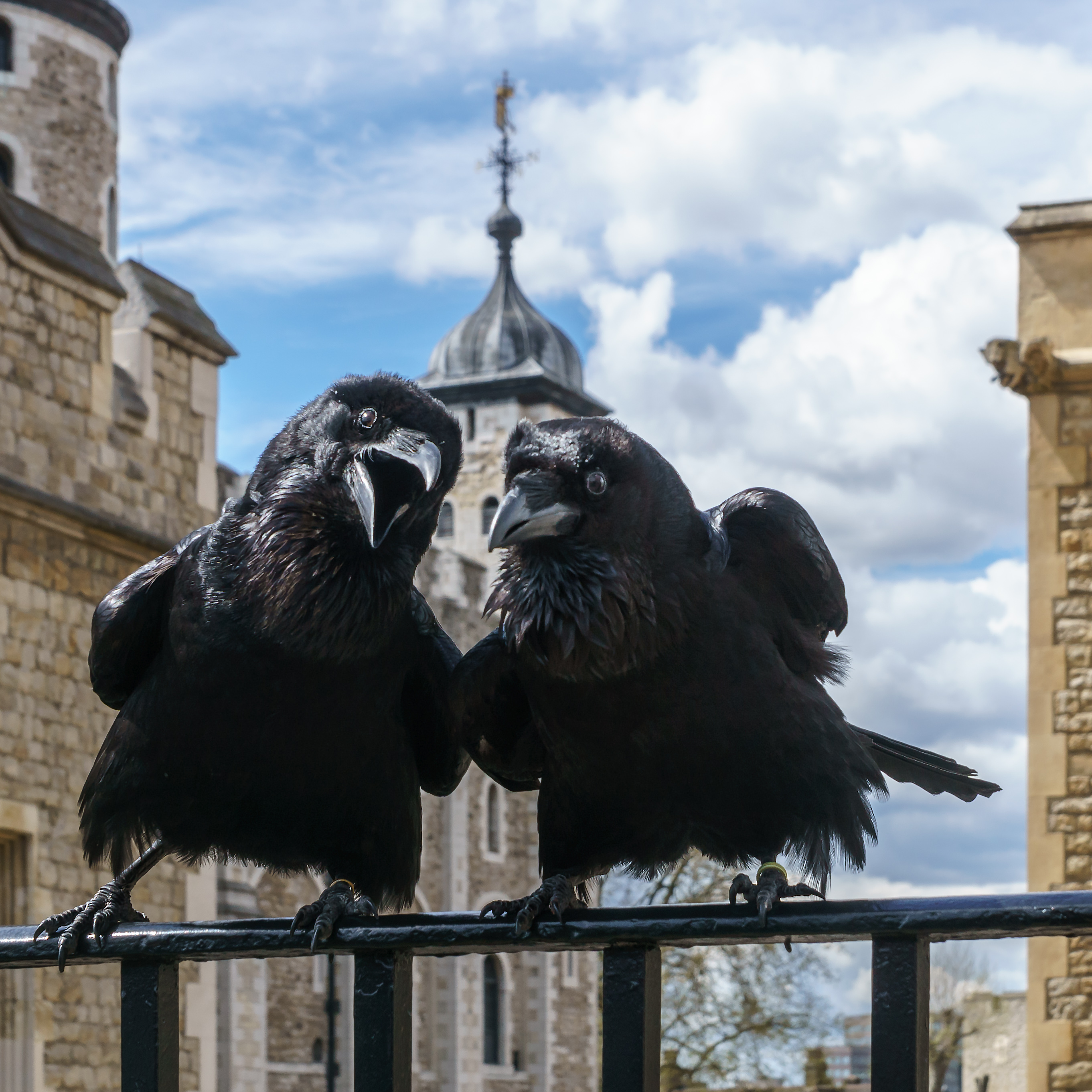
Jubilee und Munin (April 2016)

Die Tower-Raben sind heute eine Touristenattraktion. Mit der Pflege der Raben ist der Ravenmaster (Rabenmeister) betraut, der von den Yeomen Warders gestellt wird. Gefüttert werden die Raben mit frischem Fleisch aus dem nahegelegenen Smithfield Market.
Der Rabe Charlie starb 1995 bei einem Zwischenfall mit einem Sprengstoffspürhund, bei dem der Vogel vermutlich einen Schock erlitt. Bei einem Besuch des Turms im Jahr 2003 soll der russische Präsident Wladimir Putin überrascht gewesen sein, weil der Rabe Thor jede Person in seinem Gefolge mit einem „Good morning!“ begrüßte.
Zwischen Februar und Juli 2006 wurden die Raben aus Sorge vor der Vogelgrippe (H5N1) für einige Zeit ins Innere des Turmes verlegt und in Volieren gehalten.
Bis Oktober 2008 lebten sechs Raben im Tower, darunter je drei weibliche (Hugine, Munin und Branwen) und männliche (Gwyllum, Thor und Baldrick). Im Oktober 2008 wurden weitere vier Raben angeschafft, darunter drei männliche (Gundulf, Bran und Colin) sowie das Weibchen Fleur.
2011 trat der aktuelle Rabenmeister Christopher Skaife seinen Dienst an. Die Schwungfedern der Raben werden gestutzt. Dies stört die Balance, so dass sie keine weiten Strecken fliegen können. Skaife stutzt die Flügel so wenig wie möglich.
Der Rabe Jubilee wurde der Queen 2012 zum Diamantenen Thronjubiläum geschenkt und später in den Tower gebracht, so dass dort daraufhin acht Raben lebten. Im Mai 2013 gelangte ein Rotfuchs in die Behausung der Raben und tötete die beiden Raben Grip und Jubilee. Sie wurden durch zwei Vögel ersetzt, welche die gleichen Namen tragen, so dass dort nur noch sechs Raben lebten. Daraufhin wurde die Rabenunterkunft mit Mitteln der Historic-Royal-Palaces-Organisation renoviert und die Sicherheitsmaßnahmen verstärkt.
2018 gab es sieben Raben (Erin, Gripp II, Harris, Jubilee II, Merlina, Munin und Rocky).  Im März 2018 starb allerdings die älteste Rabin Munin im Alter von 22 Jahren. Im Laufe des Jahres wurde sie durch einen neuen Raben namens Poppy ersetzt. 2019 brütete das Rabenpaar Hugin und Munin im Tower vier Küken aus. Ein Junges wurde behalten und Georgie getauft.